# Onycocaris furculata
Onycocaris furculata är en kräftdjursart som beskrevs av Bruce 1979. Onycocaris furculata ingår i släktet Onycocaris och familjen Palaemonidae. Inga underarter finns listade i Catalogue of Life.